# نگاهی دیگر
نگاهی دیگر فیلمی به کارگردانی حسین مختاری و نویسندگی احمد بهبهانی ساختهٔ سال ۱۳۷۳ است.

## خلاصه داستان
خانم «بزرگمهر» در آخرین سال تدریس خود با شخصیت پیچیده «مریم» یکی از شاگردانش مواجه می‌شود. «مریم» به جهت محبت اغراق‌آمیز مادرش مغرور و تنها شده و کوشش‌های بزرگمهر برای کمک به او به دلیل مخالفت مادرش بی‌نتیجه می‌ماند تا اینکه…

## بازیگران
- نیکو خردمند
- محمدعلی کشاورز
- معصومه تقی‌پور
- یگانه بلوچی
- شراره تقی‌پور
- علی احمدی
- سهیلا انوری
- غزل ارجمند
- سید مرتضی هاشمی